# Бен Аммар, Тахар
Тахар бен Аммар (араб. طاهر بن عمار‎; родился 25 ноября 1889 в Тунисе, умер 10 мая 1985) — первый премьер-министр Туниса (с 20 марта по 11 апреля 1956 года). Великий визирь Туниса (с 1954 по 1956 годы). Один из создателей партии Дестур в 1920 году.

## Биография
Между 1919 и 1956 годами он сыграл важную роль в освобождении Туниса. Учредил вместе с Абдельазизом Тхаалби в марте 1920 партию Дестур, был назначен президентом тунисской делегации в январе 1921, доставившей требования тунисских националистов председателю Совета министров Франции.
Тридцать лет спустя, в качестве премьер-министра, вел переговоры с Францией и подписал 3 июня 1955 года с французским премьер-министром Эдгаром Фором соглашение о внутренней автономии Туниса и 20 марта 1956 с министром иностранных дел Франции Кристианом Пино Меморандум о взаимопонимании, по которому Франция официально признала независимость Туниса.
Его племянница Тавхида бен Шейх (1909—2010) стала первой женщиной-доктором в современном арабском мире.

Его цели было по существу патриотичными. Патриотизм ещё не был в моде в то время, поэтому он как фермер легко мог игнорировать проблемы менее удачливых соотечественников и жить с колониальным режимом. Патриотизм мог принести ему только недоверие и враждебность местной «верхушки» и репрессии от колониальной власти.— Пьер Мендес-Франс